# Viola japonica
Viola japonica är en violväxtart som beskrevs av Georg Heinrich von Langsdorff och Ging.. Viola japonica ingår i släktet violer, och familjen violväxter. Inga underarter finns listade i Catalogue of Life.